# Plocama calycoptera
Plocama calycoptera là một loài thực vật có hoa trong họ Thiến thảo. Loài này được (Decne.) M.Backlund & Thulin mô tả khoa học đầu tiên năm 2007.